# Uádi de Rum
Uádi de Rum (árabe: وادي رم ), também conhecido como O Vale da Lua (em árabe: وادي القمر) é um vale cortado no arenito e rocha de granito, no sul da Jordânia de 60 km (37 milhas) ao leste de Ácaba. É o maior uádi da Jordânia. O nome Rum mais provável vem do aramaico  que significa 'alto' ou 'elevado'. Para refletir a pronúncia árabe adequada, os arqueólogos transcrevê-lo como Wadi Ramm.
A maior elevação em Uádi de Rum é o monte Dami Um com mais de 1800 m (5900 pés) acima do nível do mar.

## História

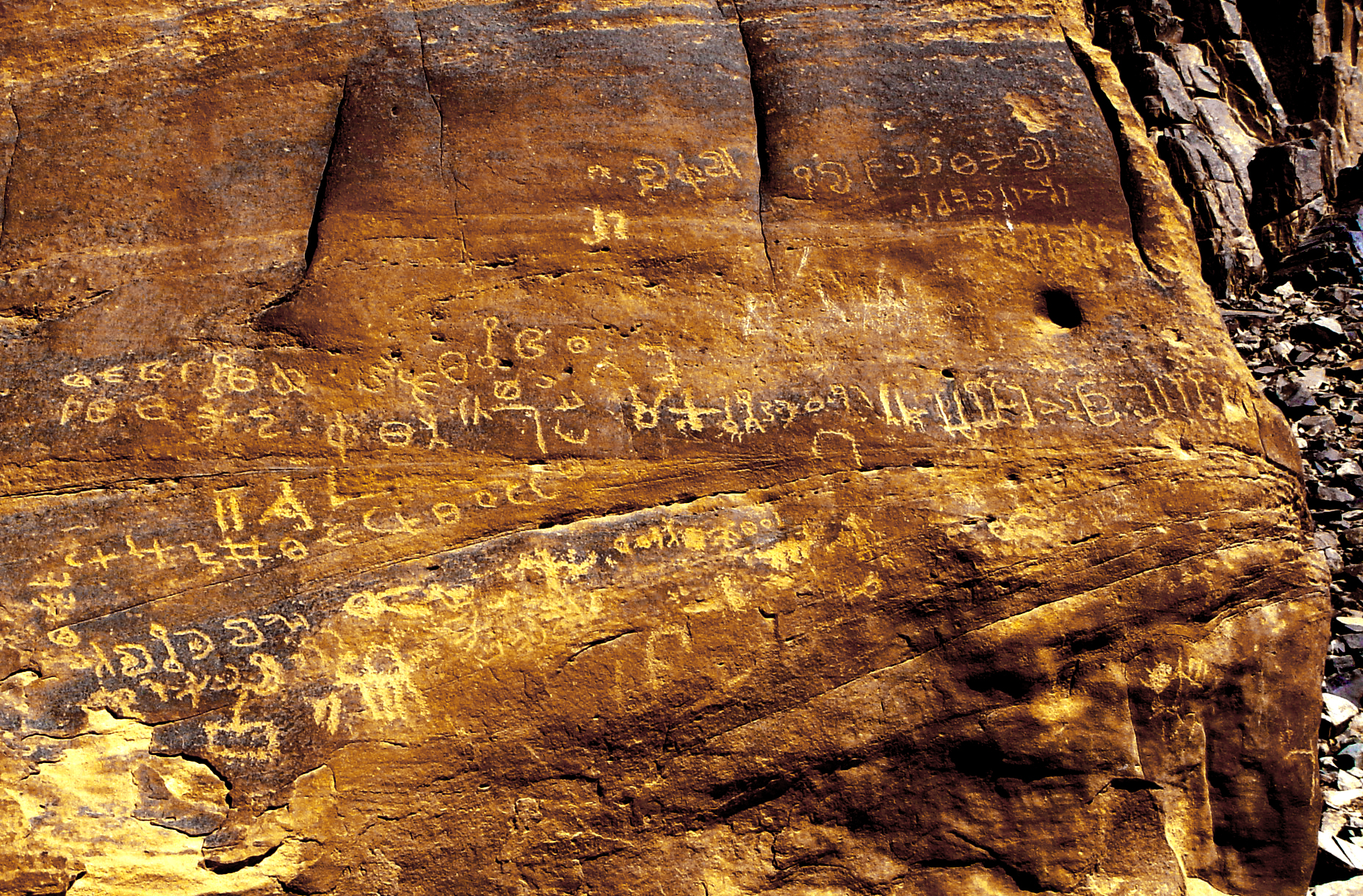
Petróglifos em Uádi de Rum

Uádi de Rum tem sido habitada por muitas culturas humanas desde os tempos pré-históricos, incluindo os nabateus, que deixaram sua marca na forma de pinturas rupestres, grafiteiros e templos. A partir de 2007, várias tribos beduínas habitam Rum e a área circundante. No Ocidente, Uádi de Rum é melhor conhecida por sua conexão com oficial britânico T.E Lawrence, que baseava suas operações nesta área durante a revolta árabe de 1917-18. Na década de 1980 uma das formações rochosas em Uádi de Rum foi batizada de "Os Sete Pilares da Sabedoria", em memória do livro que Lawrence escreveu logo após o término da Primeira Guerra Mundial, embora os Sete Pilares referidos no livro, na verdade não têm ligação com Rum. A área centrada em Uádi de Rum (o vale principal) fez sucesso no desenvolvimento do turismo eco-aventura, agora sua principal fonte de renda trabalhando com escaladores e trekkers.

## Petroglifos
O canyon Khaz'ali em Uádi de Rum é o site de petroglifos gravados nas paredes das cavernas retratando seres humanos e antílopes que remontam a epoca Tamudica.

## Turismo

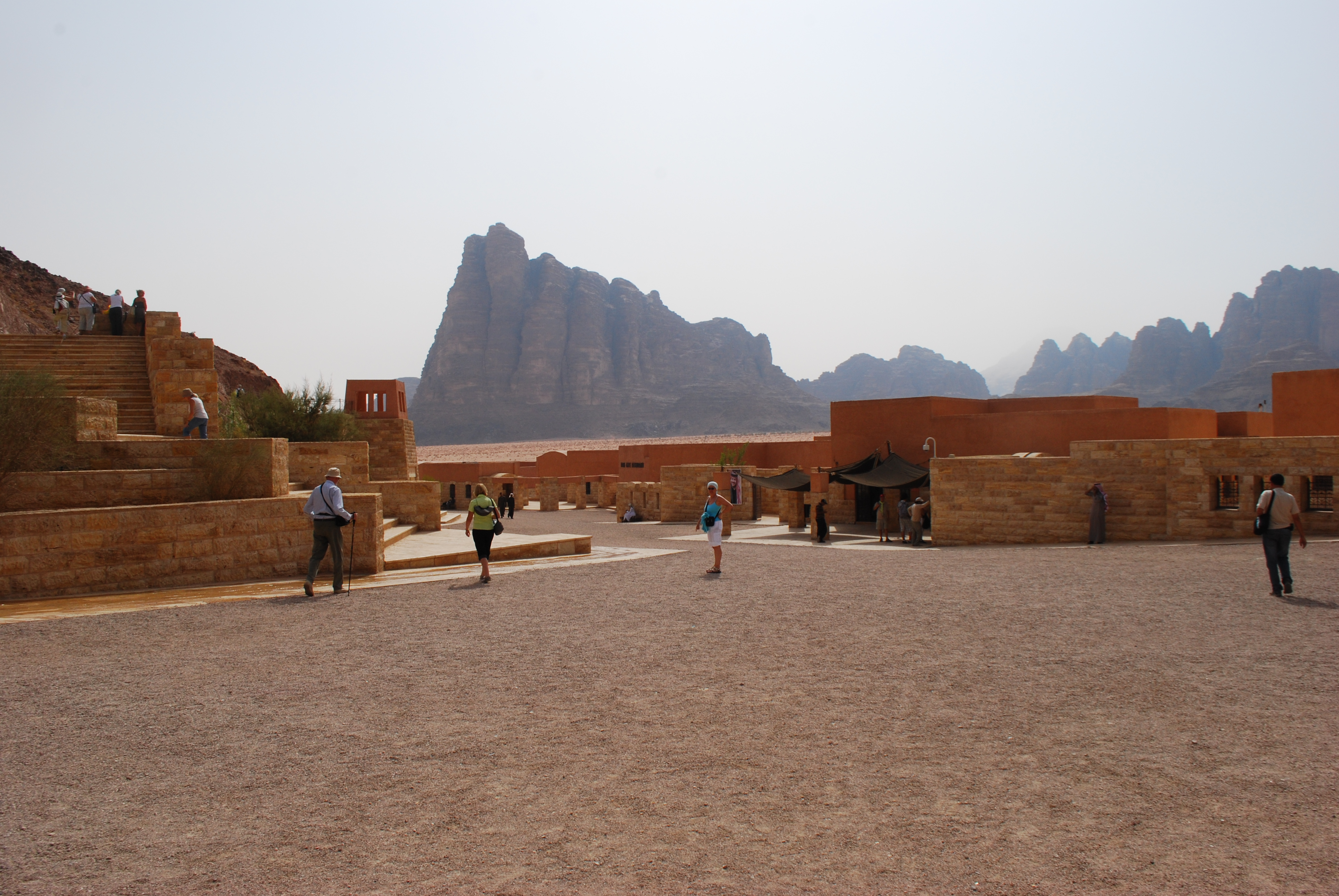
Centro de visitantes do Uádi de Rum

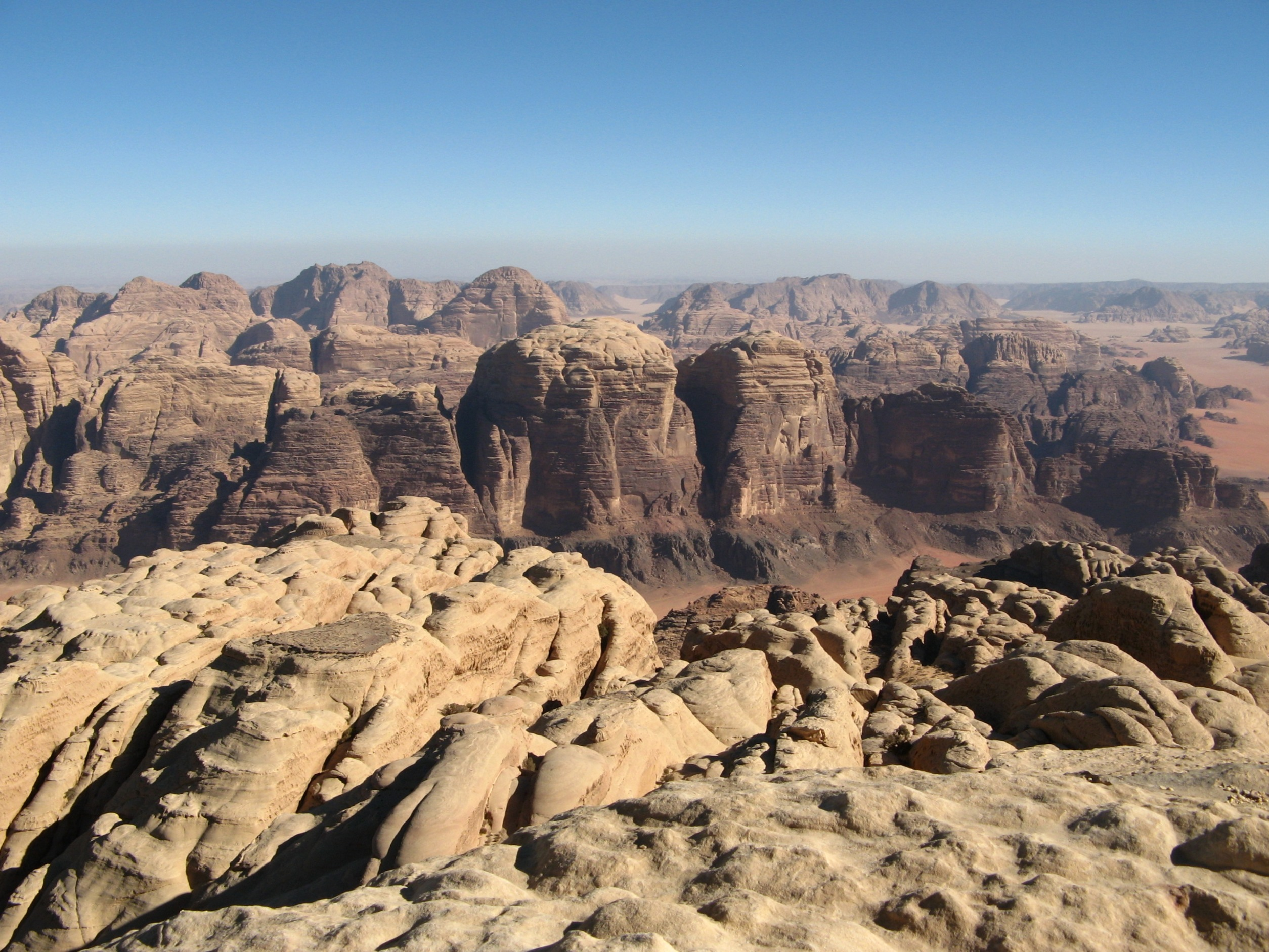
Vista do topo do Monte Rum

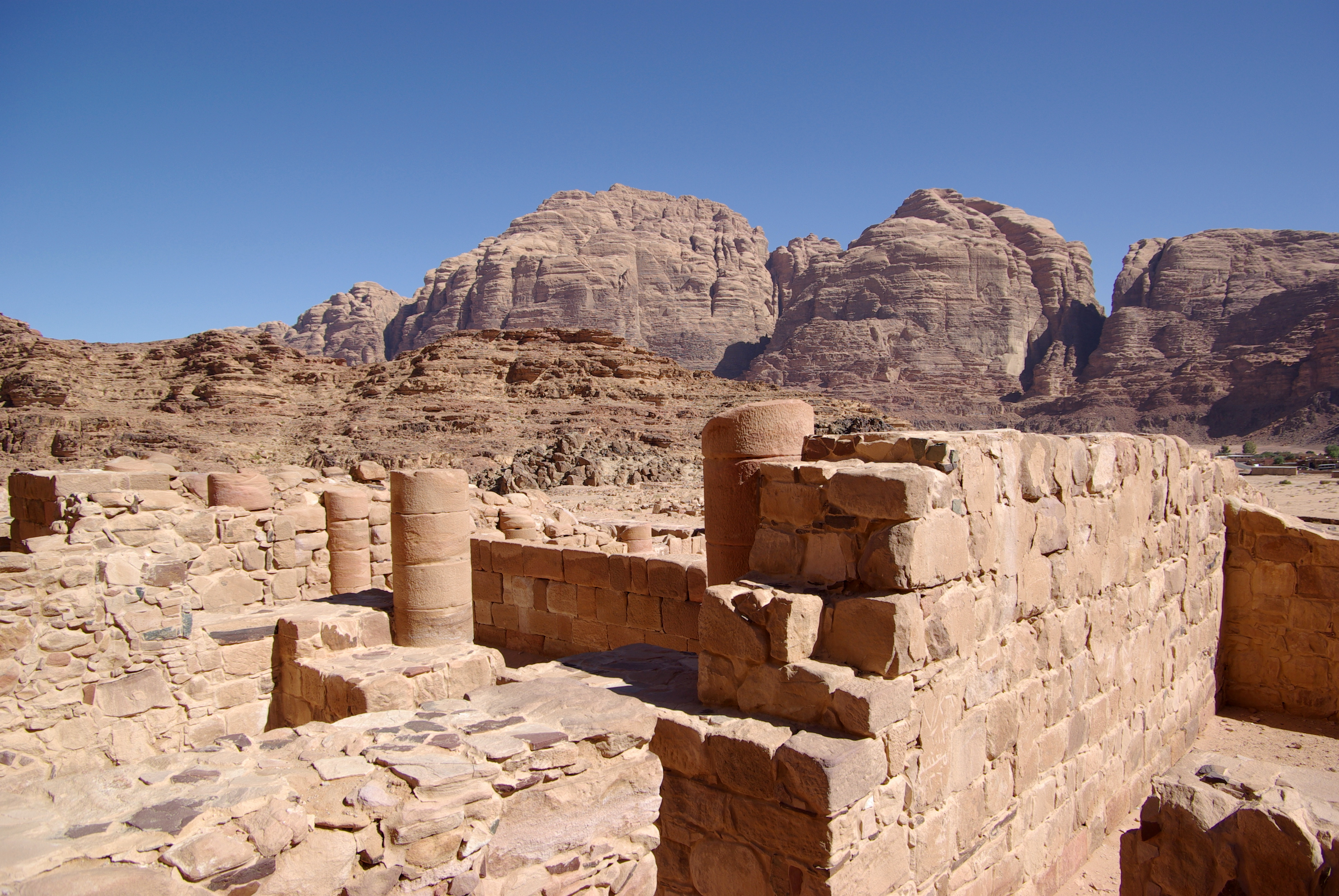
O templo nabateu em Uádi de Rum

A área é agora também um dos importantes destinos turísticos da Jordânia, e atrai um número crescente de turistas estrangeiros, especialmente trekkers e alpinistas, mas também para camelo e safári a cavalo ou simplesmente excursionistas de Aqaba ou Petra. Em contraste, quase não há turistas locais ou árabe. As actividades mais populares no ambiente do deserto incluem acampar sob as estrelas, montar cavalos árabes, caminhadas e escalada, entre as formações rochosas.
Jabal Rum (1.734 metros (5.689 pés) acima do nível do mar) é o segundo pico mais alto na Jordânia e no pico mais alto do Rum central. Em um dia claro, é possível ver o Mar Vermelho e a fronteira da Arábia a partir do topo. O pico mais alto na Jordânia está ao sul de Rum perto da fronteira da Arábia Saudita é denominado Jebel hum Adaami com 1.840 m (6.040 pés) de altura.
O afluxo de turistas a esta zona uma vez isolada aumentou substancialmente as fortunas financeiras do povo beduíno, e não é raro ver moradores que utilizam telemóveis e impulsionando caros veículos de quatro rodas, muitos também têm wi-fi e computadores para executar suas empresas de turismo de aventura.
A aldeia de Uádi de Rum é composta de várias centenas de habitantes beduínos, uma escola para meninos e uma para meninas, algumas lojas e a sede da Patrulha do Deserto.

## Local de filmagem
A área tem sido utilizado em um número de filmes:
- Lawrence da Arábia - David Lean filmou muito deste filme de 1962 no Uádi de Rum.[1]
- Planeta Vermelho - Uádi de Rum foi usado como a superfície de Marte neste filme de 2000.
- Paixão no Deserto - A área também foi usado para cenas neste filme de 1998.
- O Rosto - Filme da BBC inglesa, Escalada em Rum
- Transformers: Revenge of the Fallen - Representado como no Egito
- A Trilha do Incenso - cenas de trem, e também uma filmagem aérea
- Perdido em Marte - Usado como o planeta marte
- Gravação do álbum Deserto de Revelação do ministério de louvor brasileiro Diante do Trono em 2017.